# Mont-sur-Monnet
Mont-sur-Monnet là một xã trong vùng hành chính Franche-Comté, thuộc tỉnh Jura, quận Lons-le-Saunier (quận), tổng Champagnole. Tọa độ địa lý của xã là 46° 42' vĩ độ bắc, 05° 50' kinh độ đông. Mont-sur-Monnet nằm trên độ cao trung bình là 657 mét trên mực nước biển, có điểm thấp nhất là 502 mét và điểm cao nhất là 743 mét. Xã có diện tích 19.93 km², dân số vào thời điểm 2006 là 186 người; mật độ dân số là 9 người/km².

## Thông tin nhân khẩu
| 1962 | 1968 | 1975 | 1982 | 1990 | 1999 |
| ---- | ---- | ---- | ---- | ---- | ---- |
| 158  | 177  | 213  | 194  | 177  | 173  |

## Địa điểm tham quan
Nhà thờ của Mont-sur-Monnet được xây trong thế kỉ thứ 19.